# John Smith Burke (11e comte de Clanricard)
John Smith de Burgh, 11e comte de Clanricard, (11 novembre 1720 - 21 avril 1782) est un pair irlandais.

## Biographie
Lord John Smith Burke est né en 1720 de Michael Burke (10e comte de Clanricard) et de sa femme Anne Smith. Il est le quatrième et dernier enfant du couple et l'héritier du comté, avec deux sœurs aînées. Un frère aîné est mort en bas âge. Il succède à son père à la mort de ce dernier en 1726, à l'âge de six ans.
En 1740, il épouse Hester Amelia Vincent, fille de Henry Vincent (6e baronnet) de Stoke d'Abernon. Il change son nom en de Burgh en 1752.
Le couple a quatre enfants :
- Hester Amelia de Burgh
- Margaret Augusta de Burgh
- Henry de Burgh (1er marquis de Clanricard)
- John de Burgh (13e comte de Clanricard).

Lord Clanricard est élu membre de la Royal Society en 1753. Il est membre du conseil privé d'Irlande pendant huit jours en 1761 et est rayé le 16 juillet.
Il meurt en avril 1782 au château de Portumna, dans le comté de Galway, et est enterré dans le couvent des dominicains, Athenry.